# Polaciones
Polaciones là một đô thị trong tỉnh và cộng đồng tự trị Cantabria, Tây Ban Nha. Đô thị này có diện tích là 89,77 ki-lô-mét vuông, dân số năm 2009 là 247 người với mật độ 2,75 người/km². Đô thị này có cự ly 104 km so với tỉnh lỵ Santander.